# Alfee Get Requests! 2
『Alfee Get Requests ! 2』（アルフィー・ゲット・リクエスツ・ツー）は、2014年6月18日に発売されたTHE ALFEE2枚目のセルフカヴァー・アルバム（26枚目のベスト・アルバム）。

## 概要
前作『ALFEE GET REQUESTS』に続くセルフ・カバーアルバム第2弾。前作CD付属の応募券によるリクエストを参考に選曲が行われている。
初回限定盤A、B、通常盤の3形態で発売、アルバムジャケットの色はそれぞれ緑、黄、赤となっている。
初回限定盤AはトークCD「AGR2 Liner Notes Talk Session」付。
初回限定盤Bはライブ音源CD「AGR2 Special Live Tracks」付。
リクエスト応募者全員の名前が掲載された特別ブックレットと通常盤がセットになった、限定生産スペシャルパッケージも発売された。

## 収録曲と曲解説
CD (全盤共通)
- 全作詞・作曲:高見沢俊彦

1. 終わりなきメッセージ [7:51]
『U.K. Breakfast』収録曲。
当時海外レコーディングが流行っていてこの曲もトラックダウンをロンドンで行った。コーラスをふんだんに入れた、オリジナルともライヴ・ヴァージョンとも違うアレンジになっている[2]。
2. From The Past To The Future [5:06]
『örb』収録曲。
元々はCSNYやイーグルスのようなアコースティックサウンドをイメージして作ったが当時は色々な音を入れ込み過ぎてイメージからややかけ離れたアレンジになってしまっていた。今回は本来のイメージどおりのアレンジになっている[2]。
3. まもなく2番線に... [6:00]
今回初CD化。
ライヴハウス時代の楽曲は基本的に封印していたが、リクエストに入っていたため今回レコーディングされた。当時ディレクションでカットされた部分があったが、今回あえてその部分を入れて本来の形に戻している[2]。
4. Shadow of Kingdom [5:55]
『ARCADIA』収録曲。
ファミリーコンピュータ用ゲーム「シャドウブレイン」のテーマ曲として作られた。今回の歌入れに際し高見沢からは「オケは新しいが歌い方は当時のままで」というディレクションがあり桜井は苦労したという[2]。
5. 至上の愛 [6:22]
『THE BEST SONGS』収録曲。
当時『霧のソフィア』と共にシングル盤の候補曲だったが、霧のソフィアのほうがキャッチーでシングル盤にふさわしいという判断がなされシングル盤には選ばれなかった。元々のアレンジの完成度が高かったため、今回アレンジを変えようと色々と試みたが最終的にはほぼオリジナルどおりのアレンジとなっている[2]。
6. 悲しみが消えるとき [6:07]
『DNA Communication』収録曲。
当初本作に収録予定は無かったが、ライヴのリハで演奏しているうちに良い感触を得たため収録することになった。ライブでは5声での分厚いコーラスなどを行っているが今回のアレンジはよりストレートなアレンジとなっている[2]。
7. ROCKDOM -風に吹かれて- [7:04]
シングル曲。
デビュー30周年の時に再録していることもあり、節目の40周年の今回も再録が行われた。30周年の時とはまた違った音、現在のライヴの音になっている。前回のリメイクの時に前奏部が変わったがベースだけはオリジナルのままだった。今回はベースも合わせている[2]。
8. LOVE-0= [5:40]
『LOVE』収録曲。
THE ALFEEには珍しい16ビートの楽曲。ライブではあまりやっていなかったが今の時代に合っているのでは？との考えで選曲された。今回のアレンジではテンポが速くなっている[2]。
9. SWEET HARD DREAMER [4:14]
『FOR YOUR LOVE』収録曲。
「ジェネレーション・ダイナマイト」「鋼鉄の巨人」に続くハードロック3部作の最終章。高音部がずっと続く歌唱難易度の高い曲のため、最近のライヴではほぼ演奏されていなかった。今回は歌いやすいようにアレンジも変えてキーも変えているが、スピード感は以前より増している[2]。
10. SUNSET-SUNRISE KISS [4:30]
今回初CD化。
1987年のオールナイトライヴで演奏された曲。今回のリクエストではこの曲が1位だった。今回のアレンジではコーラスが厚めになっている。また当時の演奏ではイントロを始めとしてシンセが多く使われていたが、今回は12弦ギターがメインに使用されている[2]。
11. さすらい酒 [5:14]
『ALMIGHTY ALFEE』収録曲。
スタジオ録音の音源化は今回初。こういった曲も含めてTHE ALFEEであるという意味も含めて今回改めてレコーディングされた。演歌っぽく聴こえる曲だが今回はブルージーなアレンジが施されている[2]。
12. 誓いの明日 [6:37]
『ALFEE'S LAW』収録曲。
ライヴでもかなり人気の高い楽曲で今回のアレンジもライヴ・ヴァージョンそのまま、となっている。ライヴ演奏を重ねる度にオリジナルからどんどん形を変えて進化していった曲。ライヴ慣れしている曲のため今回のレコーディングの際に桜井は立ってベースを演奏した[2]。
13. Musician 2014 [6:21]
『讃集詩』収録曲。
これまでに何回かレコーディングされており、THE ALFEEのテーマのような楽曲。デビューして40年経ち、ようやく今、自分達の道を歩いているという現在の気持ちを表すべくレコーディングされた。アレンジはそれほど変わっていないがコーラスとギターの音色が大きく異なっている[2]。その後この曲は、デビュー45周年の2019年にMusician 2019として再び最後の歌詞にアレンジが加えられた。

### 初回生産限定盤A Special CD「AGR2 Liner Notes Talk Session」
1. Opening [2:40]
2. 楽曲解説(前半) [28:06]
1～7曲目の解説。
3. Free Talk [8:22]
アルバムジャケットの話など。
4. 楽曲解説(後半) [21:13]
8～13曲目の解説。紹介されている曲順は実際に発売されたCDの曲順と若干異なる。
5. Ending [1:48]

### 初回生産限定盤B Special CD「AGR2 Special Live Tracks」
1. It`s Alright(*C)
2. 幻想飛行(*B)
3. アウトロー・ブルース(*C)
4. 真夏のストレンジャー(*A)
5. Moonlight Fairy(*C)
6. 風の詩(*B)
7. Funky Dog!(*A)
8. 鋼鉄の巨人(*A)
9. メリーアン(*B)
10. 恋人達のペイヴメント(*B)
11. サファイアの瞳(Live Arrange Version / New Recording)
シングル曲。これまで一度も新録がされなかった楽曲だったがライブアレンジのバージョンで新規にスタジオ収録された。間奏は長めとなりホーンはシンセブラスに、シンセドラムの後にはライブでも盛り上がるギターとベースとの掛け合いが再現されている。

### 収録ライブ
- (*A) One Night Summer Dream 2012 We Get Requests!atさいたまスーパーアリーナ July 28, 2012
- (*B) Final Series Catch Your Earth [Autumn Tour]at日本武道館 Dec. 24, 2012
- (*C) Grateful Birth [Spring Tour]at NHKホール May 26, 2013